# احسان شفیعی

## زندگی‌نامه
احسان شفیعی (زاده ۱۸ آبان ۱۳۶۱ در تهران) نوازنده موسیقی پاپ ایرانی است. او فرزند اول خانواده است. در همان سال‌های کودکی به سازهای کوبه ای علاقه نشان داده و در همان سنین شروع به آموختن ساز ایرانی تنبک نمود. در 19 سالگی آموختن سازهای پرکاشن لاتین را آغاز نمود و در سال 1383 با حضور در کلاس‌های استاد همایون نصیری وارد مرحله جدی تر از آموختن پرکاشن لاتین شد.

## دوران فعالیت
فعالیت حرفه‌ای موسیقی وی در سال ۱۳۸۸ با عضویت در گروه هنری دارکوب آغاز شد. کیفیت بالای نوازندگان گروه و ممارست ایشان در همکاری با استاد نصیری نقش مهمی درکیفیت نوازندگی او داشت وسبب گردید وی وارد مرحله جدیدی از زندگی هنری خود شود.
از آن پس وی به مدت ۴ سال با گروه‌های متعددی از جمله ارکستر سمفونیک ویولت، فاصله، وصل یار، مانترا و ارکسترهای مختلف پاپ به عنوان نوازنده پرکاشن همکاری داشت. همچنین وی مدتی به عنوان سرپرست ارکستر روزبه نعمت الهی از خوانندگان مطرح ایران فعالیت داشت.
او در سال ۱۳۹۱ جهت فرصت مطالعاتی، افزایش دانش موسیقی و همکاری آکادمیک با چند گروه موسیقی مربوط به دانشگاه قبرس شمالی به این کشور سفر کرد و در آفرینش چندین اثر موسیقایی نقش مهمی بازی کرد. ره آورد و ماحصل این سفر مدال جهانی برنز Global Music Award به خاطر نواختن ساز پرکاشن در قطعه موزیک تحت نام Unrecognized Country در آلبوم The Journey می‌باشد که در سال ۱۳۹۵ موفق به دریافت این جایزه گردید.
در حال حاضر او دانشجوی رشته موسیقی در تهران می‌باشد و در زمینه فعالیت موسیقی به عنوان یکی از ارکان گروه فعال و پرطرفدار کاکوباند فعالیت می‌نماید. همچنین او در حال جمع‌آوری و تهیه آلبوم هنری خویش می‌باشد که به زودی در بازار موسیقی عرضه خواهد شد.او هم اکنون ارتیست کمپانیsela cajonکه از مطرح ترین کمپانی های سازنده سازهای کوبه ای درکشورآلمان می باشد است.